# Бронепалубные крейсера типа «Комюс»
Бронепалубные крейсера типа «Комюс» (англ. Comus-class corvette) — серия кораблей Британского Королевского флота, построенная в конце 1870-х годов XIX века. Во время постройки являлись винтовыми корветами. Стали первыми в мире крейсерами с броневой палубой. Родоначальники класса бронепалубных крейсеров. Также являлись первыми британскими кораблями водоизмещением менее 3000 тонн, имевшими металлический корпус. Оснащались полным парусным вооружением.
Известны также как тип C. Всего было построено 9 единиц: «Комюс» (англ. Comus), «Кюракоа» (англ. Curacoa), «Чемпион» (англ. Champion), «Клеопатра» (англ. Cleopatra), «Кэрифорт» (англ. Carysfort), «Конквест» (англ. Conquest), «Констанс» (англ. Constanse), «Канада» (англ. Canada), «Корделиа» (англ. Cordelia). В Королевском флоте первоначально именовались корветами, затем были переклассифицированны в крейсера 2-го класса.
В ВМФ Англии, первоначально относились к подклассу: «паровой корвет» (англ. «steam corvettes»), с 1888 г. отнесены к подклассу: «крейсер 3 класса» (англ. «third-class cruisers»).
В дальнейшем британский флот заказал серию усовершенствованных крейсеров типа «Калипсо» (англ. Calypso), известных также как тип C.

## Конструкция

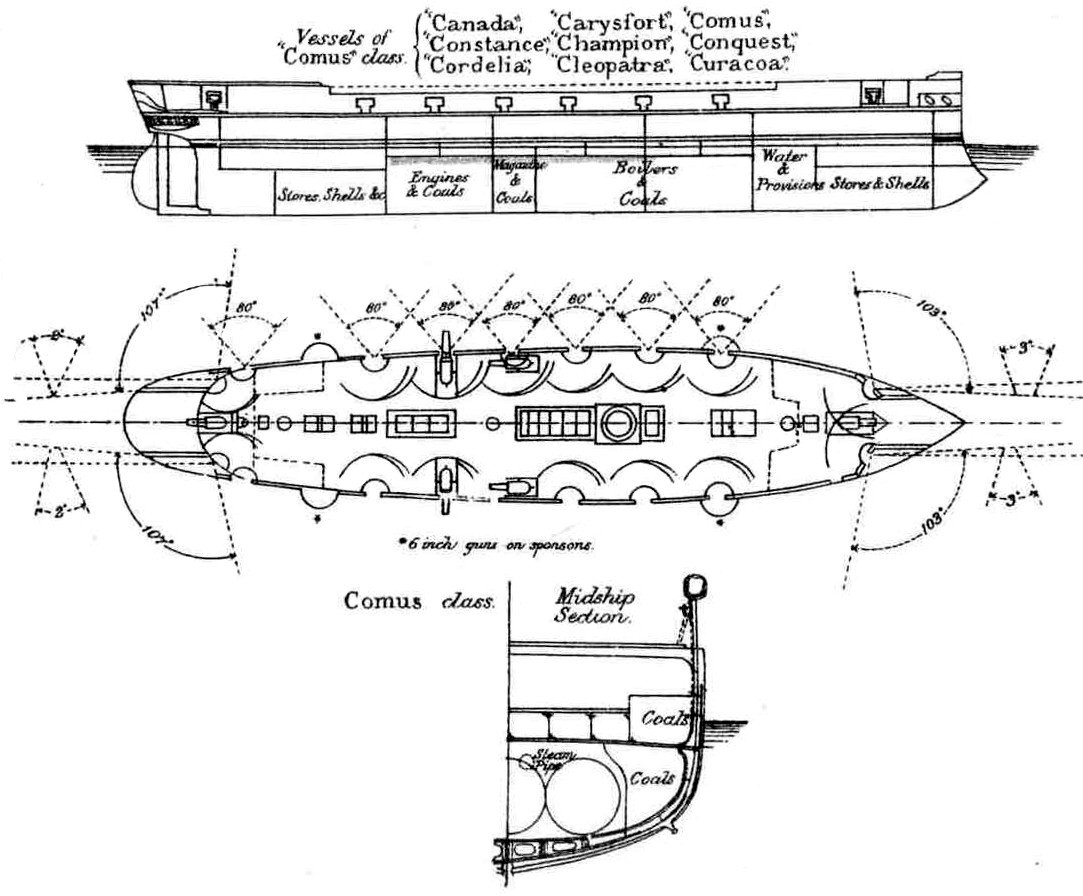
Схема винтовых корветов типа «Комюс»

### Вооружение
Крейсера были вооружены 178-мм и 64-фунтовыми дульнозарядными орудиями.

## Служба
- «Комюс» — заложен в 1876 г., спущен 3 апреля 1878 г., в строю с 1878 г.
- «Кюракоа» — заложен в 1876 г., спущен 18 апреля 1878 г., в строю с 1878 г.
- «Чемпион» — заложен в 1876 г., спущен 1 июля 1878 г., в строю с 1878 г.
- «Клеопатра» — заложен в 1876 г., спущен 1 августа 1878 г., в строю с 1878 г.
- «Кэрифорт» — заложен в 1876 г., спущен 26 сентября 1878 г., в строю с 1879 г.
- «Конквест» — заложен в 1878 г., спущен 9 июня 1880 г., в строю с 1880 г.
- «Констанс» — заложен в 1879 г., спущен 26 августа 1881 г., в строю с 1881 г.
- «Корделиа» — заложен 1 декабря 1879 г., спущен 25 октября 1881 г., в строю с 1881 г.
- «Канада» — заложен 1 декабря 1884 г., спущен 23 октября 1886 г., в строю с 1889 г.